# Anagabriela Espinoza
Anagabriela Espinoza Marroquín (Monterrey, 18 aprile 1988) è una modella messicana incoronata Miss International 2009 il 28 novembre 2009 a Sichuan in Cina.
All'età di diciannove anni, Anagabriela Espinoza gareggia contro altre trentatré concorrenti nell'edizione del 2007 del concorso Nuestra Belleza Mexico svolto a Manzanillo, Colima il 5 ottobre 2007. La Espinoza ottiene la seconda posizione ed il diritto di partecipare alla cinquantottesima edizione di Miss Mondo 2008 che si svolge a Johannesburg nel Sudafrica. Anagabriela Espinoza giunge sino alle semifinali del concorso e vince il titolo Beach Beauty.
Un anno dopo, Anagabriela Espinoza è scelta per rappresentare il Messico a Miss International 2009 e diventa la seconda delegata messicana a vincere il titolo, appena due anni dopo la vittoria di Priscila Perales nel 2007.